# Medaglia per la difesa di Leningrado
La medaglia per la difesa di Leningrado è stata un premio statale dell'Unione Sovietica.

## Storia
La medaglia venne istituita il 22 dicembre 1942.

## Assegnazione
La medaglia veniva assegnata ai partecipanti alla difesa di Leningrado.

## Insegne
- La medaglia era di ottone. Il dritto raffigurava un soldato (il più vicino), un marinaio (al centro) e un lavoratore (più lontano), tutti e tre con i fucili a portata di mano. Sullo sfondo il contorno dell'edificio dell'Ammiragliato di Leningrado. Lungo la circonferenza superiore della medaglia, l'iscrizione in rilievo, "Per la difesa di Leningrado" (Russo: «ЗА ОБОРОНУ ЛЕНИНГРАДА»). Sul retro nella parte superiore, l'immagine in rilievo della falce e martello, sotto l'immagine, la scritta su rilievo tre righe "Per la madrepatria sovietica" (Russo: «ЗА НАШУ СОВЕТСКУЮ РОДИНУ»).
- Il nastro era bianco con una sottile striscia centrale verde.